# Edmond de Nevers
Edmond de Nevers (né Edmond Boisvert le 12 février 1862 à Baie-du-Febvre dans le comté de Yamaska et mort à 44 ans à Central Falls dans le Rhode Island le 15 avril 1906) est un économiste, essayiste, écrivain et un avocat québécois.

## Biographie
Il étudie au Séminaire de Nicolet. Après des études en droit à Trois-Rivières, il se réoriente en devenant inspecteur d'hôpitaux. De 1880 à 1883, il fait son stage de clerc avec Jean-Baptiste Ludger Hould.
En 1888, de Nevers part étudier en Europe. Il travaille notamment avec l'historien allemand Theodor Mommsen à Berlin. Après son séjour en Allemagne, il voyage également en Italie, en Espagne et au Portugal avant de s'établir à Paris en 1892. Il s'imprègne des différentes idées politiques de l'époque et se familiarise avec l'œuvre de plusieurs philosophes et penseurs français et anglais telles que Alexis de Tocqueville, Ernest Renan et Herbert Spencer. À Paris, de Nevers se passionne également pour la littérature moderniste comme la poésie symbolistes et les écrivains dits "décadents" (dont se revendiquent à la même époque les poètes de L'École de Montréal).
De Nevers sera le traducteur de Henrik Ibsen et de Matthew Arnold. Son ouvrage le plus connu est L'Avenir du peuple canadien-français, d'abord publié en 1896. 
Connu également pour son essai L'Âme américaine (1900), de Nevers s'est illustré en tant que conférencier et publiciste pour l'Assemblée nationale du Québec. 
Son œuvre a été rééditée notamment par Claude Galarneau, Hans-Jürgen Lüsebrink et François Ricard. En 2005, le sociologue Jean-Philippe Warren a publié sa biographie.
Le fonds d'archives d'Edmond de Nevers est conservé au centre d'archives de Québec de Bibliothèque et Archives nationales du Québec. 

## Ouvrages publiés
- L'Avenir du peuple canadien-français, 1896.
- L'âme américaine, 1900.
- Études sur les États-Unis, 1902.
- Lettres de Berlin et d'autres villes d'Europe, 2002.

## Hommages
La ville de Montréal désigne, le 6 mai 1954, une rue de l'arrondissement Ahuntsic-Cartierville sous le nom de place de Nevers.
La ville de Montréal désigne aussi une rue de l'arrondissement Saint-Leonard sous le nom de rue de Nevers.